# Чучин, Фёдор Григорьевич
Фёдор Григорьевич Чучин (5 [17] февраля 1883, деревня Займище, Новгородская губерния — 15 января 1942) — участник революционного движения и трёх революций в России, партийный и советский деятель, инициатор и один из первых организаторов советской филателии.

## Биография
Фёдор Чучин родился в деревне Займище Кирилловского уезда Новгородской губернии. Был выходцем из безземельной крестьянской семьи  Григория Григорьевича Чучина и его жены Анны Степановны, урожд. Аракчеевой. С 17 до 19 лет был послушником в Соловецком монастыре, где работал подручным каменщика. Окончил церковно-приходскую школу, затем Череповецкую учительскую семинарию (1904), работал учителем.
Член РСДРП с 1904 года, вступил в местную группу РСДРП в Череповецкой семинарии. В 1905 году за революционную пропаганду был осуждён и выслан в Великий Устюг на три года. Из ссылки бежал и перешёл на нелегальное положение.
Активно работал в партийном подполье, в организациях Москвы, Петербурга, Орехова-Зуева. Участвовал в Революции 1905—1907 годов, являлся членом Московского окружном комитета, Петербургского комитета РСДРП. В 1906 году был сослан в Усть-Сысольск. В марте 1907 года вновь совершил побег. В ноябре 1907 года был арестован и заключён в тюрьму «Кресты». В июле 1910 года был отправлен в ссылку в Вологодскую губернию. Поначалу жил в Великом Устюге, затем был переведён в Вологду. Служил в губернском статистическом комитете. С 14 сентября 1911 года по декабрь 1912 года исполнял обязанности секретаря консультации присяжных поверенных при Вологодском окружном суде. Ведал кассой взаимопомощи и нелегальной библиотекой ссыльных.
Впоследствии принимал участие в становлении Советской власти в Сибири. После Февральской революции 1917 года являлся членом Томского совета. В Октябрьскую революцию 1917 года был комиссаром Анжеро-Судженских копей, членом Сибирского областного бюро РСДРП(б), в 1918—1919 годах — членом Центросибири, в 1919—1920 годах — членом губернского комитета, председателем уездного комитета РКП(б) в Череповце. В 1920 году был делегатом IX съезда РКП(б).
С апреля 1921 по 1924 год был направлен на ответственный участок — ликвидацию неграмотности. Занимал пост председателя коллегии Всероссийской чрезвычайной комиссии по ликвидации безграмотности. Одновременно работал председателем экспертной комиссии при Наркомате внешней торговли и начальником отдела художественных ценностей.
С 1924 года находился на педагогической и научной работе в Москве, занимал должность председателя партийной кафедры Государственного института журналистики, был членом Моссовета.
В Москве проживал по адресу (данные 1927 года): Большой Гнездниковский пер., 10, кв. 724; телефон 4-12-41. Адрес в Кратово — поселок Старых Большевиков, улица Кирова, 19.
С 1931 года — персональный пенсионер.   
В 1941 году арестован. Расстрелян 15 января 1942 года в Москве.  Его сын писал, что «отец был арестован органами НКВД 25 марта 1941 года в Кратове, где он тогда жил. Мы узнали, что он за антисоветскую деятельность приговорен судом в Саратове к 10 годам лишения свободы, где и отбывал наказание. В декабре 1941 г. я ездил в Саратов, разыскал его. Он находился в районе электростанции. Удалось передать ему кое-что из еды и одежды. Я уговорил охранника, и мне удалось сказать с отцом несколько слов через маленькое окошечко. У него был потухший взгляд и отсутствующее выражение, седая борода клином, сгорбленный. Он мне сказал, что  тяжелую работу его не заставляют делать и зовут его «старик» (ему было 58 лет). В январе 1942 г. маме, которая была в эвакуации в Астрахани, сообщили, что он умер от воспаления лёгких. От меня мама это долго скрывала, знала, как я его любил, и боялась, что не выдержу. Вот всё, что я знаю о кончине отца».
В 1953 году его сын, Евгений Федорович, подавал прошение о пересмотре дела отца, в чем ему было отказано.  Ф.Г. Чучин был реабилитирован 18 августа 1956 года «в партийном порядке».

#### Семья
Жена — Александра Васильевна Всесвятская (1883—1970), сестра Б.В.Всесвятского.  Член РСДРП с 1905 года. Александра Васильевна вела нелегальную работу во многих городах России. После Октябрьской революции работала в Наркомате иностранных дел, Управлении делами Совнаркома. 
- Сын — Евгений Фёдорович Чучин, лауреат государственных премий СССР.
- Дочь — Нина Фёдоровна Чучина (1910—1998).
- Удочерённая внучка — Ольга Фёдоровна

Брат — Иван Григорьевич Чучин (1896–1986), один из первых советских летчиков.

## Вклад в филателию
Ф. Г. Чучин признан основателем советской филателии. В 1921 году он был назначен Уполномоченным Центральной Комиссии помощи голодающим при ВЦИК (ЦК Помгол) по филателии и бонам в СССР. В том же году подал на рассмотрение В. И. Ленину проект установления монополии государства на филателию для мобилизации полученных средств на борьбу с неграмотностью. Ленин одобрил эту идею, но предложил направить средства на помощь голодающим детям. Постановление Совнаркома от 30 декабря 1921 года «О государственном экспортном фонде по филателии» способствовало эффективному использованию филателии для ликвидации безграмотности, улучшения жизни детей, борьбы с голодом и его последствиями. Денежные средства, вырученные от реализации собранных коллекционных материалов, направлялись на оказание помощи голодающим детям.
С конца 1921 года был представителем Наркомвнешторга в Российском бюро филателии. С 30 марта 1922 года Чучин работал Уполномоченным ЦК Помгол в России и за границей по марочным пожертвованиям в пользу голодающих (позднее — уполномоченный ЦК по ликвидации последствий голода по филателии и бонам).
При участии Чучина весной 1923 года было основано Всероссийское общество филателистов.
Основатель и ответственный редактор журнала «Советский филателист» (1922—1924; позднее — «Советский коллекционер», 1925—1928), редактор «Спутника филателиста и бониста» (1924).
По инициативе и под руководством Чучина с 14 декабря 1924 года по 1 февраля 1925 года в Москве в залах Исторического музея состоялась Всесоюзная выставка по филателии и бонам с участием филателистов ряда городов СССР и 14 зарубежных стран.
В 1926 году Чучин возглавил Советскую филателистическую ассоциацию, став председателем её президиума. В октябре того же года СФА принимала участие в международной выставке в Нью-Йорке. Однако государственная коллекция, которую привезла на выставку СФА, в конкурсном классе не участвовала. Дело в том, США и СССР в то время не имели дипломатических отношений. Поэтому выставочный комитет отказывался представить коллекцию СССР в конкурсном классе, предложив Ф. Г. Чучину экспонировать её от своего имени как «личную». С другим требованием американской стороны: заменить в СФА «Советская» на «Всероссийская» — Фёдор Григорьевич согласился. На выставке была организована продажа марок Советской России. Во время пребывания в США Чучин стал членом Американского филателистического общества и Общества американских марочных торговцев. Поездка Ф. Г. Чучина в Соединённые Штаты, которую ему позднее вменят в вину, описана им с колоритными подробностями на страницах объединённого журнала «Советский филателист — Советский коллекционер — Радио Филинтерна».
Деятельность Чучина в области филателии на протяжении около семи лет была разносторонней: организационно-пропагандистская, редакторская и издательская. Под его началом и при его участии было подготовлено и выпущено 78 номеров филателистических журналов, в которых он опубликовал 45 своих статей по коллекционированию. По его инициативе и под его редакцией в 1923—1928 годах было издано порядка 10 разных каталогов каталогов почтовых марок, цельных вещей и бон. Чучин стоял также во главе издательства «Советский филателист», будучи его ответственным редактором.

## Награды и память
Награждён грамотой за подписью председателя ВЦИК М. И. Калинина и нагрудным знаком за труды в деле борьбы с голодом. Министерство связи СССР выпустило в 1977 году художественный маркированный конверт, посвящённый Ф. Г. Чучину, а в 1983 году — почтовую карточку с оригинальной маркой к 100-летию со дня его рождения.
|                                                                                               | |
| Художественный маркированный конверт Министерства связи СССР, посвящённый Ф. Г. Чучину (1977) | Односторонняя почтовая карточка с оригинальной маркой СССР «К 100-летию со дня рождения Ф. Г. Чучина» (1983) |

## Критика
Деятельность Фёдора Чучина в области советской филателии подвергалась критике во второй половине 1920-х годов. Значительность его вклада в дело организации советской филателии и издании филателистических журналов и каталогов также оспаривается в некоторых новейших публикациях, ссылающихся на информацию из журнала «Советский коллекционер» за 1928—1929 годы:

…Он [Чучин] не был организатором советской филателии <…>, а был организатором Государственной организации по филателии…

Деятельность Чучина к 1926—1927 гг. стала помехой развитию коллекционирования в Советском Союзе. В ВОФ, в которое тогда входили не только филателисты, но и бонисты и нумизматы, сложилось большинство и меньшинство, или «оппозиция», как считал Чучин. Но если сам он полагал себя входящим в большинство, то глубоко заблуждался, и потому был вынужден уйти из государственной организации (СФА) и из ВОФ, причем с отказом от звания почётного члена, 10 февр. 1928 г. Чучина справедливо обвиняли в беззастенчивой саморекламе, помещении своих портретов, поднесении ему адресов и т. п. <…> Он не «был автором одного из первых каталогов советских почтовых марок, а также наиболее полного каталога бон» <…>. Он пытался примазываться к подлинным авторам, а если это было возможно, то и оттирал их вообще в сторону <…>.

## Избранные труды
Ниже приводится перечень некоторых основных работ Ф. Г. Чучина — его выборочных статей, а также каталогов, изданных под его редакцией.

### Статьи
- Чучин Ф. Спекуляция на голоде в РСФСР (с фальшивками Одесского Помгола) // Советский филателист. — 1922. — № 2.
- Чучин Ф. Октябрьская революция и филателия // Советский филателист. — 1922. — № 3—4.
- Чучин Ф. Спекуляция на Революции в РСФСР // Советский филателист. — 1922. — № 3—4.
- Чучин Ф. Коллекционирование и этика // Советский филателист. — 1923. — № 3—4.
- Чучин Ф. Филателия — трудящимся // Советский филателист. — 1923. — № 5—6.
- Чучин Ф. Благотворительные марки УССР // Советский филателист. — 1923. — № 5—6.
- Чучин Ф. Филателия и выставка «о марках» // Советский филателист. — 1923. — № 7—8.
- Чучин Ф. Конгресс, Съезд и Выставка в Москве по филателии // Советский филателист. — 1924. — № 7.
- Чучин Ф. Филателия в советской школе // Советский филателист. — 1924. — № 11—12.
- Чучин Ф. Первые итоги Выставки // Советский филателист. — 1925. — № 3.
- Чучин Ф. Октябрь в филателии // Советский филателист. — 1925. — № 5.
- Чучин Ф. Новые веяния в филателии // Советский филателист. — 1926. — № 1.
- Чучин Ф. К столетнему юбилею декабристов // Советский коллекционер. — 1926. — № 22.
- Чучин Ф. Международная филателистическая выставка в Нью-Йорке // Советский коллекционер. — 1927. — № 1
- Чучин Ф. Десятилетие Октября и пятилетие ОУ и РФА // Советский филателист. — 1927. — № 11.

### Каталоги

Титульный лист каталога земских почтовых марок под редакцией Ф. Г. Чучина

- Каталог почтовых марок Р.С.Ф.С.Р. / Под ред. Ф. Г. Чучина. — М., 1923.
- Каталог почтовых марок бывшей Российской империи, РСФСР и СССР / Под ред. Ф. Г. Чучина. — М., 1924.
- Каталог земских почтовых марок / Под ред. Ф. Г. Чучина. — М.: Изд-во Уполномоченного по филателии и бонам в СССР, 1925. — 228 с. — Тираж 2000. [Репринтное издание: М., 1991.]
- Каталог почтовых марок и цельных вещей. Вып. I. Основная Россия (Императорская Россия, РСФСР, СССР) / Под ред. Ф. Г. Чучина. — М.: Советская филателистическая ассоциация при Комиссии ВЦИК фонда им. В. И. Ленина помощи беспризорным детям, 1928.
- Каталог почтовых марок и цельных вещей. Вып. II. Империалистическая Россия / Под ред. Ф. Г. Чучина. — М.: Советская филателистическая ассоциация при Комиссии ВЦИК фонда им. В. И. Ленина помощи беспризорным детям, 1928.
- Каталог почтовых марок и цельных вещей. Вып. III. Гражданская война в России (1917—1924) / Под ред. Ф. Г. Чучина. — М.: Советская филателистическая ассоциация при Комиссии ВЦИК фонда им. В. И. Ленина помощи беспризорным детям, 1927.
- Каталог почтовых марок и цельных вещей. Вып. IV. Украина / Под ред. Ф. Г. Чучина. — М.: Советская филателистическая ассоциация при Комиссии ВЦИК фонда им. В. И. Ленина помощи беспризорным детям, 1927.
- Каталог почтовых марок и цельных вещей. Вып. V. Кавказ / Под ред. Ф. Г. Чучина. — М.: Советская филателистическая ассоциация при Комиссии ВЦИК фонда им. В. И. Ленина помощи беспризорным детям, 1926.
- Каталог почтовых марок и цельных вещей. Вып. VI. Исправления и дополнения к вып. I. «Основная Россия» / Под ред. Ф. Г. Чучина. — М.: Советская филателистическая ассоциация при Комиссии ВЦИК фонда им. В. И. Ленина помощи беспризорным детям, 1929.
- Бумажные денежные знаки выпущенные на территории бывшей Российской империи за время с 1769 по 1924 г. г. / Под ред. Ф. Г. Чучина. — М.: Издание уполномоченного по филателии и бонам в С.С.С.Р., 1924.
- Каталог бон и дензнаков России, РСФСР, СССР, окраин и образований (1769—1927). Ч. 1 / Под ред. Ф. Г. Чучина. — 3-е изд. — М.: Советская филателистическая ассоциация при Комиссии ВЦИК фонда им. В. И. Ленина помощи беспризорным детям, 1927.